# Foro de Trajano
El foro de Trajano (en latín Forum Traiani) es un foro obra del emperador romano Trajano, que forma parte del vasto complejo de los foros imperiales en la ciudad de Roma. Su construcción, llevada a cabo entre el 107 y 112, estuvo a cargo del arquitecto Apolodoro de Damasco.
Este espectacular complejo es el foro más grande de Roma. Cuenta con la plaza porticada, la Basílica Ulpia, la columna de Trajano y el templo de Trajano. El foro de Trajano es cronológicamente el último de los foros imperiales de Roma.

## Historia

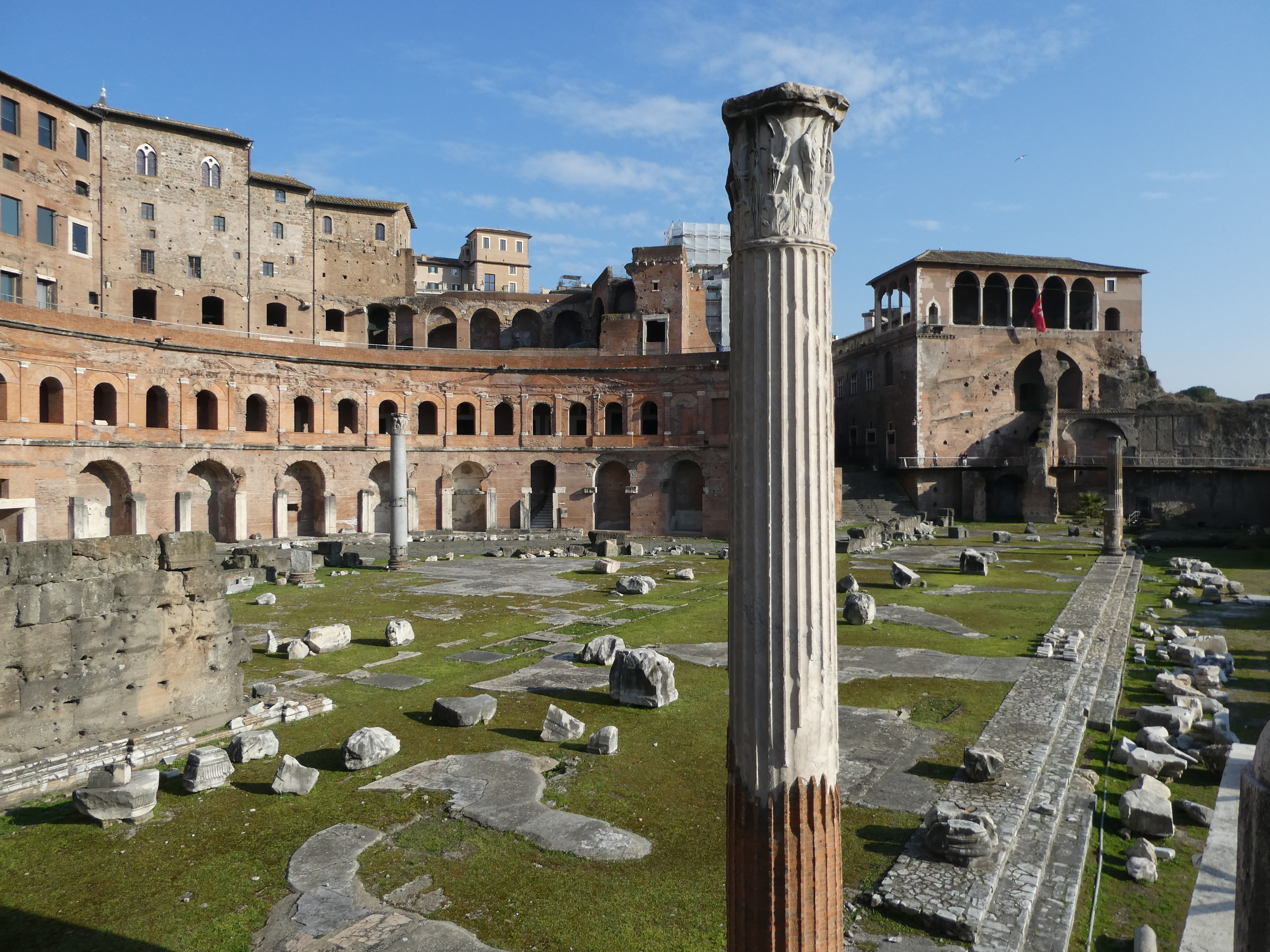
Ruinas del foro y mercado de Trajano.

El foro fue construido por orden del emperador Trajano con el botín de guerra obtenido con la conquista de Dacia, que había terminado en 106. El calendario romano permite calcular que el foro fue inaugurado en 112, un año antes que la columna de Trajano.
Para la construcción de este complejo monumental tuvieron que realizarse extensas excavaciones. Los trabajadores eliminaron los laterales del Quirinal y de la Colina Capitolina, que cerraban el valle ocupado por los foros imperiales hacia el Campo de Marte. Es posible que las excavaciones fueran iniciadas bajo el mandato del emperador Domiciano, si bien el proyecto del foro estuvo completamente a cargo del arquitecto Apolodoro de Damasco, que también acompañó al emperador Trajano en la campaña de Dacia.
Durante el tiempo que duró la construcción se realizaron asimismo otros proyectos civiles: se construyó el mercado de Trajano y se restauraron el Foro de César y el Templo de Venus Genetrix para poder construir el foro de Trajano.

## Estructura

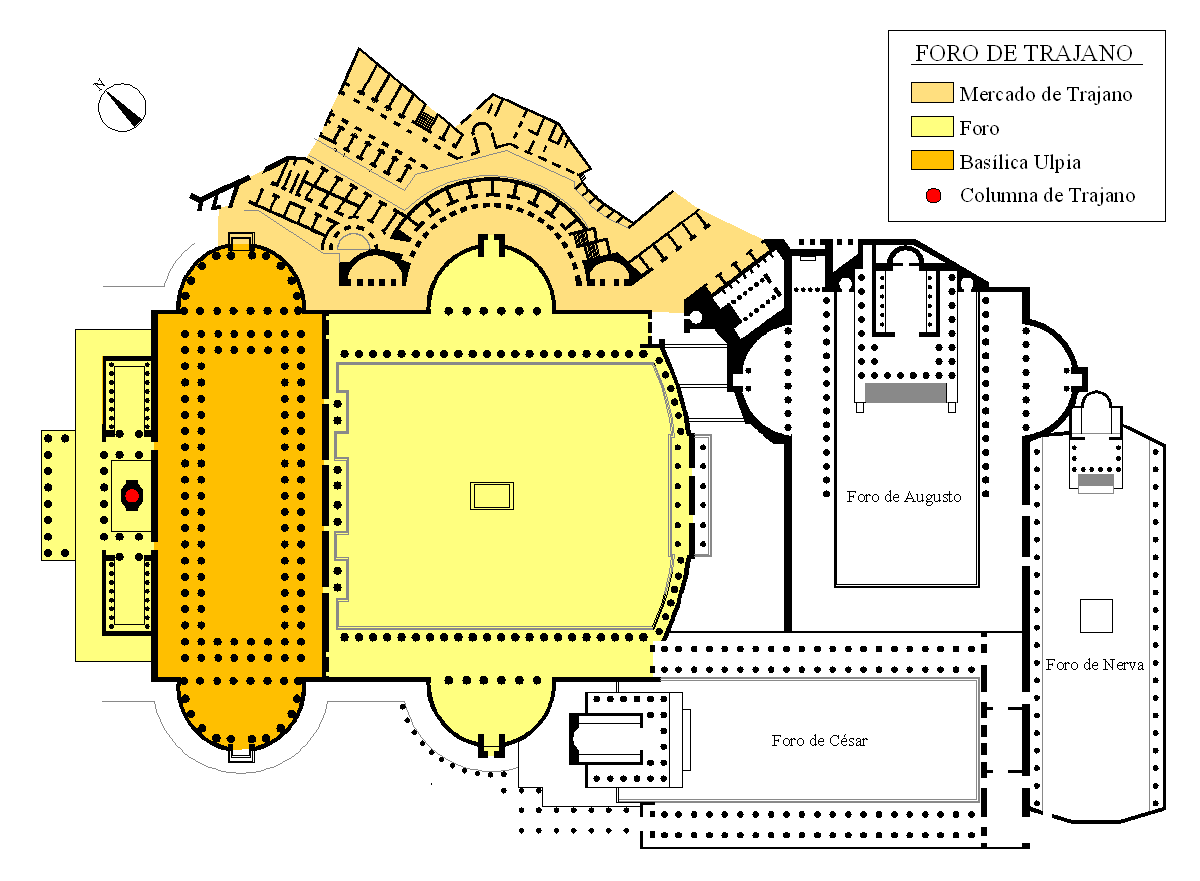
Ubicación del foro de Trajano en los foros imperiales.

El foro fue construido a partir de una gran plaza enmarcada con pórticos que medía 200 x 120 m con exadrae sobre dos laterales. La entrada principal al foro es por el lado sur, donde se ubicaba un arco de triunfo coronado por una estatua de Trajano en una carroza con seis caballos. La Basílica Ulpia se hallaba en el lado norte de la plaza, la cual  estaba cubierta con bloques rectangulares de mármol y decorada con una gran estatua ecuestre de Trajano. A cada lado de la plaza había mercados, alojados igualmente por exedrae.
Al norte de la Basílica había una plaza más pequeña, con un templo dedicado a Trajano deificado en el lado norte. Inmediatamente al norte de la Basílica Ulpia, a cada lado del Foro había dos bibliotecas, una contenía los documentos en latín y la otra los documentos en griego. Entre las dos bibliotecas se alzaba la columna de Trajano de 38 m de altura.
Durante una visita a Roma de Constantino II a mediados del siglo IV, el emperador quedó muy impresionado por las dimensiones de la gran estatua ecuestre de Trajano y por los edificios que la rodeaban. Esta vista imperial y los detalles del foro por esos años fueron descritos por el historiador Amiano Marcelino.
Solamente una zona de los mercados y de la columna trajana han llegado hasta nuestros días.

## Historia posterior al Imperio romano
A mediados del siglo IX, los bloques de mármol de la plaza fueron extraídos de forma sistemática para usarlos en otras construcciones, debido a la buena calidad de los mismos. Simultáneamente, el pavimento fue restaurado con pedregullo, lo que es una muestra de que el sitio todavía estaba siendo utilizado como espacio público.
Esta área arqueológica, junto con el foro de César, se abrió en noviembre de 2016, de día y sin barreras arquitectónicas, después de estar veinte años cerrada.